# 37-й мотострелковый полк
37-й мотострелковый полк (37 мсп) — тактическое формирование Сухопутных войск Российской Федерации. Создан в 2023 году. Входит в состав 67-й мотострелковой дивизии.

## История
37-й мотострелковый полк создан в 2023 году для участия во вторжении на Украину. Идея создать полк из добровольцев-контрактников Республики Татарстан возникла в ходе призывной кампании весной 2023 года. С конца мая началось формирование полка на полигонах в Оренбургской области и Дальнего Востока.
2 июля 2024 года полк действовал в направлении к востоку от села Терны, Донецкая область.

## Состав
В состав полка входят именные подразделения:
- мотострелковый батальон имени Героя Советского Союза Сабира Ахтямова,
- танковый батальон имени Героя России Дамира Исламова,
- артиллерийский дивизион имени Героя Советского Союза Бориса Кузнецова.[1][3]